# National Independent Party

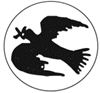
Logo der NIP

Die National Independent Party (NIP; deutsch etwa: „Nationale unabhängige Partei“) ist eine Partei in Lesotho. Sie wurde bei den Parlamentswahlen 2007 zweitstärkste Partei. 

## Geschichte
Die NIP wurde 1985 (nach anderen Angaben 1975) als Abspaltung von der allein regierenden Basotho National Party (BNP) von dem Lehrer Anthony Clovis Manyeli (1913–2010) in Roma gegründet. Manyeli war zuvor als Bildungsminister entlassen worden. Die Partei verstand sich als konservative Alternative zur BNP und suchte den Kontakt zur Apartheid-Regierung in Südafrika. Da während der Zeit der Militärdiktatur keine Wahlen stattfanden und die politische Betätigung lange verboten war, trat die NIP von 1986 bis zur Rückkehr zur Demokratie Anfang der 1990er Jahre nicht in Erscheinung.
Bei den Parlamentswahlen 1993 und 1998 errang sie nur wenige Stimmen und keine Sitze. Nach den Unruhen 1998 erhielt die NIP zwei Sitze im Übergangsgremium Interim Political Authority. Ein modifiziertes Verhältniswahlrecht wurde in der Folge eingeführt, so dass die NIP bei den Wahlen 2002 erstmals fünf der 120 Sitze erhielt, dank etwa 30.000 Stimmen, die 5,5 Prozent aller Stimmen entsprachen. Der damals 89-jährige Parteivorsitzende Manyeli führte das überraschend gute Ergebnis darauf zurück, dass das Parteisymbol der NIP, eine Taube, von vielen Wählern mit dem Adler-Symbol der Regierungspartei Lesotho Congress for Democracy (LCD) verwechselt worden sei. Zu den Wahlen 2007 verbündete sich die NIP unter ihrem stellvertretenden Vorsitzenden Dominic Motikoe mit dem LCD und fungierte als deren Eulen-Liste. Manyeli widersetzte sich diesem Bündnis, unterlag aber vor Gericht, so dass sein Name von der Kandidatenliste entfernt wurde. Die NIP erhielt über 50 Prozent der Zweitstimmen, darunter viele Zweitstimmen von Anhängern des LCD, die ihr 21 der 40 nach dem Verhältniswahlrecht zu vergebenden Mandate einbrachten. Der LCD, die 62 der 80 Wahlkreise gewann, konnte jedoch allein weiterregieren.
Bei den Wahlen 2012, als die Wähler nur noch eine Stimme hatten, gewann die NIP nur noch zwei Sitze über das Verhältniswahlrecht. Sie erhielt rund 6.880 Stimmen und damit etwas über ein Prozent. Die NIP unterstützte die ab 2012 amtierende Koalitionsregierung, die von der All Basotho Convention angeführt wurde. Vorsitzender ist Kimetso Mathaba (Stand 2013). Bei den Wahlen 2015 verlor die NIP eines der zwei Mandate. Fortan gehörte sie einer Koalition unter Führung des Democratic Congress an. Bei den Wahlen 2017 konnte sie ihren Sitz halten, schied aber aus der Regierung aus.

## Struktur und Politik
Die NIP wird von einem Vorsitzenden und einem Vorstand (National Executive Committee) geführt, der vom Vorsitzenden ausgewählt wird. Jahresversammlungen oder Parteitage finden nicht statt. Die Zahl der Mitglieder beträgt einige Tausend. Das Emblem der Partei ist eine Taube. Der Mitgliederbeitrag beträgt ein Loti pro Jahr.
Die NIP vertritt seit ihrer Gründung vor allem die Anliegen von Landwirten und ist republikanisch gesinnt. Die NIP unterhält keine Beziehungen zu ausländischen Stiftungen oder Parteien.